# Idrogeno-solfuro S-acetiltransferasi
La idrogeno-solfuro S-acetiltransferasi è un enzima appartenente alla classe delle transferasi, che catalizza la seguente reazione:
acetil-CoA + idrogeno solfuro ⇄ CoA + tioacetato